# Ring 2 (2005)
Ring 2 („The Ring 2 – Das Grauen kehrt zurück“, deutscher TV-Titel) ist eine 2004 gedrehte, US-amerikanische Neuverfilmung des japanischen Horrorfilms Ringu 2. Der erste Teil Ring, ebenfalls eine Neuverfilmung, entstand 2002.

## Handlung
Der zweite Teil spielt sechs Monate nach den Ereignissen des ersten Teils: Die Journalistin Rachel Keller ist mit ihrem Sohn Aidan in das kleine Provinzstädtchen Astoria gezogen und arbeitet dort bei einer lokalen Zeitung. Doch der Albtraum kehrt zurück: Das mysteriöse todbringende Videoband taucht in Astoria auf und kostet einen Teenager das Leben. Plötzlich beginnt Aidan, sich zu verändern. Er hat schreckliche Visionen von Samara und wird auf unerklärliche Weise sehr krank. Rachel und ihr Sohn suchen Hilfe bei Max, einem Arbeitskollegen von Rachel. Während diese Kleidung aus ihrem Haus besorgt, versucht Samara, Aidan in der Badewanne anzugreifen, was Rachel und Max im letzten Moment verhindern können.
Max bringt Aidan ins Krankenhaus, wo die Ärzte um Dr. Emma Temple Rachel für Aidans Verletzungen aus dem Kampf gegen Samara verantwortlich machen. Um eine Möglichkeit zu finden, den immer noch kranken Aidan zu retten, nimmt Rachel verzweifelt den Kampf mit Samara auf und versucht, mehr über deren Herkunft zu erfahren. Sie besucht die leibliche Mutter von Samara, Evelyn, die in einer Anstalt lebt, seit sie einst versucht hatte, Samara als Baby in einem Brunnen zu ertränken. Diese erklärt Rachel, sie habe nur auf die Stimme ihrer Tochter gehört, welche sie zu dem Mordversuch gedrängt habe. Evelyn weist Rachel darauf hin, dass auch sie versuchen muss, ihr Kind zu töten, wenn es sie dazu auffordert. Dies sei der einzige Ausweg, um „die von ihr hereingelassenen Toten“ zu vernichten. Währenddessen wacht Aidan im Krankenhaus auf und wird von der Psychiaterin Dr. Emma Temple befragt, die weiterhin Rachel für die Verletzungen verantwortlich macht. Durch scheinbar übernatürliche Kräfte bringt Aidan sie jedoch dazu, sich selbst mit einer Spritze umzubringen, worauf er die Klinik verlässt. Er sucht die Wohnung von Max auf, um dort auf seine Mutter zu warten. Max kommt vorher zurück – was daraufhin passiert, lässt sich nur erahnen.
Rachel, noch immer erschüttert und verwirrt von Evelyns Rat, kehrt zurück zu Max’ Wohnung, wo sie den seelenruhigen, jedoch sichtlich veränderten Aidan findet. Als sie dann auch noch die Leiche von Max entdeckt, wird ihr klar, dass Samaras Geist endgültig Besitz von Aidan ergriffen hat. Sie erlebt einen Traum, in welchem ihr Aidan erklärt, dass sie versuchen muss, ihn zu töten. Nur wenn sie versuche, ihn zu ertränken, werde Samara verschwinden. Geplagt von Schuldgefühlen, aber entschlossen tut Rachel wie geheißen und versucht, ihn in der Badewanne zu ertränken. Samara verschwindet und Aidan überlebt – nun wieder ganz der Alte.
Doch wenige Minuten später beginnt im Wohnzimmer der Fernsehapparat zu rauschen und das Video erscheint auf dem Bildschirm. Rachel stellt sich Samara mit den Worten „Du kannst meinen Sohn nicht haben, also nimm mich“ und wird von ihr in den Fernseher gezogen. In der nächsten Szene schwimmt Rachel metertief in dem Brunnen, in welchen Samara einst von ihrer Mutter geworfen wurde. Sie erkennt, dass „der einzige Ausweg immer offen ist“ und schafft es – verfolgt von Samara –, aus dem Brunnen zu klettern und ihn mit einer schweren Steinplatte für immer zu verschließen. Rachel folgt der Stimme ihres Sohnes und wacht kurze Zeit später vor dem Fernsehgerät liegend auf, Aidan an ihrer Seite.

## Kritiken
Lawrence Toppman beschrieb den Film in der Zeitung The Charlotte Observer vom 18. März 2005 als enttäuschend. Er schrieb, er würde lieber zwei Stunden sein Badezimmer betrachten, als eine weitere Fortsetzung der Ring-Filme zu sehen. Die Darstellung von Naomi Watts in der Rolle von Rachel Keller bezeichnete er als eine Verschwendung.

## Auszeichnungen
Der Film erhielt 2005 drei Nominierungen für den Teen Choice Award, darunter eine Nominierung für Naomi Watts. Filmmusikkomponist Henning Lohner wurde 2006 mit dem BMI Award ausgezeichnet.

## Vorgeschichte
Auf der DVD zum Film findet sich als Bonus die 15-minütige Vorgeschichte zum Anfang des Films: Nach den Ereignissen des ersten Teils haben sich im Internet Gruppen (so genannte „Ringe“) gebildet, deren Mitglieder sich reihum Kopien des Videos nach Art eines Kettenbriefes zustellen, ihre Erlebnisse in den folgenden Tagen auf Video aufzeichnen und auf einer Website veröffentlichen. Ein Jugendlicher will eine Schulfreundin unbedingt dazu bringen, seine Kopie des Ring-Videos anzusehen, da sonst seine Frist abläuft. Das Mädchen hält sich die Augen zu, worauf Samara den jungen Mann tötet.

## Hintergrund
Hideo Nakata, der schon die japanischen Originale Ringu 1 und Ringu 2 inszeniert hatte, führte auch beim US-amerikanischen Remake Regie.
In einer Szene wird der VW Jetta von Rachel und Aidan von Hirschen angegriffen. Da solche Tiere schwer zu trainieren sind, wurde auf Computer Generated Imagery zurückgegriffen.
In der Schlusssequenz, in der Samara die Wand des Brunnens hinaufklettert, kam eine Kontorsionistin zum Einsatz.
Das Make-up für Samara war wesentlich anspruchsvoller als im ersten Teil, da sie einige Szenen im Wasser hatte. So arbeiteten drei Personen fünf Stunden daran, die Schauspielerin zu schminken. Die Perücke der Schauspielerin bestand aus Echthaar, um es realitätsnah aussehen zu lassen.
Im Film treten einige wiederkehrende Elemente als Symbole auf. Die Hirsche, die (wie viele Tiere) Gefahren früher als wir Menschen wahrnehmen, sollen zeigen, dass etwas Böses in der Stadt ist. Das Kernelement Wasser steht sowohl für das Leben als auch für den Tod. Der ovale Spiegel soll ein Portal in eine andere Welt darstellen und ist ein Hinweis auf Lewis Carrolls (Alice hinter den Spiegeln), ein Lieblingsbuch der Produzentin Laurie MacDonald.

## Fortsetzung
Paramount Pictures kündigte einen dritten Film, The Ring 3D, mit Javier Gutiérrez als Regisseur an. Im August 2014 war Akiva Goldsman als Drehbuchautor mit Paramount im Gespräch. Im November 2014 veröffentlichte Gutiérrez ein Foto auf Instagram, das den aktuellen Titel des Projektes, Rings, zeigt. Der Film lief im Februar 2017 in den Kinos an.